# Michael Pinnella
Michael Pinnella (Point Pleasant Beach, New Jersey, 1969. augusztus 29. –) amerikai billentyűs, a Symphony X metalegyüttes tagja. Pinnella a kezdetektől fogva tagja a Symphony X-nek, így minden kiadványon az ő játéka hallható. Ezenkívül 2004-ben egy szólólemezt is kiadott Enter By The Twelfth Gate címmel, mely a progresszív és a komolyzene keverékeként definiálható. Pinnella Michael Romeo mellett az egyetlen olyan Symphony X muzsikus, aki minden lemezen szerepelt.

## Élete
Hetedik fiúként született a családban. Kisgyerekként űrhajós szeretett volna lenni, a szülei viszont azt szerették volna, hogy klasszikus zenész legyen belőle. A családjában mindenki tudott zongorázni, a mamája rendszeresen is játszott neki. Tizenkét éves kora óta, már saját maga is muzsikus akart lenni, így a középiskola után egyetemre ment zenét tanulni. Itt négy éven át tanult zongorázni, továbbá tanult zeneszerzést, zeneelméletet. Első koncertélményét 13 éves korában élte át, amikor látta a klasszikus felállású Deep Purplet játszani 1984-ben, a Giants stadionban. Zongorajátékát erősen befolyásolták az olyan klasszikus zeneszerzők, mint Mozart, Beethoven, Chopin, és Bach. Emellett felfedezte magának az olyan rock/metal előadókat is, mint Yngwie J. Malmsteen, Deep Purple, Black Sabbath, Ozzy Osbourne, Dio, Emerson, Lake & Palmer, Yes, Led Zeppelin, King Diamond, Kansas, melyek szintén jelentős befolyást gyakoroltak rá. Rockbillentyűs Yngwie Malmsteen hatására lett, miután meghallotta hogy miként ötvözi a klasszikus zenét a metallal. A rockbillentyűsök közül Keith Emerson, Jon Lord, és Rick Wakeman tartozik a kedvencei közé.
Még a középiskolás évei alatt beszállt a Sleepy Hollow zenekarba, melyben az a Tom Walling volt a dobos, aki a Twilight in Olympus lemezükön is játszott, miután Jason Rullo kilépett a Symphony X-ből. Az egyetem után egy hangszerboltban dolgozott, ahol zongoraoktatással is foglalkozott. Ekkortájt éppen nem játszott semmilyen együttesben. Ugyanebben a boltban dolgozott Michael Romeo egyik gitáros haverja is, így amikor Romeo zenekar alapítás mellett döntött, Michael Pinnellát javasolta billentyűsnek. A Symphony X albumok mellett egy szólólemezt is kiadott 2004-ben, Enter By The Twelfth Gate címmel, melyen a progresszív zenei megoldások mellett, a komolyzene is hangsúlyos szerepet kapott. Az albumot csakúgy mint az anyabanda esetében, az InsideOut Music jelentette meg.
Amikor nem turnézik, akkor a New Brunswickben található Guitar Centerben szokott dolgozni. Elmondása szerint keresztény, ezért templomokban is szokott zongorázni.
Pinnella 1995 óta nős, és három gyermeke van. Két fiú és egy lány.

## Felszerelés
- Yamaha Motif ES7
- Roland Corporation JV2080 és Roland A33
- Korg Trinity és Korg O1/W|O1/W
- Akai S3000

### Diszkográfia
Symphony X:
- Symphony X (1994)
- The Damnation Game (1995)
- The Divine Wings of Tragedy (1997)
- Twilight in Olympus (1998)
- Prelude to the Millennium (1999)
- V: The New Mythology Suite (2000)
- Live on the Edge of Forever (2001)
- The Odyssey (2002)
- Paradise Lost (2007)
- Iconoclast (2011)

Szólóban:
- Enter By The Twelfth Gate (2004)